# Diskografie Nickelback
Toto je seznam vydané diskografie kanadské rockové skupiny Nickelback.

## Alba

### Studiová alba
| Název                                                                                   | Detaily o albu                                                | Umístění v hitparádách | Umístění v hitparádách | Umístění v hitparádách | Umístění v hitparádách | Umístění v hitparádách | Umístění v hitparádách | Umístění v hitparádách | Umístění v hitparádách | Umístění v hitparádách | Umístění v hitparádách | Prodeje                     | Certifikace |
| Název                                                                                   | Detaily o albu                                                | CAN                    | AUS                    | AUT                    | GER                    | IRL                    | NZ                     | SWE                    | SWI                    | UK                     | US                     | Prodeje                     | Certifikace |
| --------------------------------------------------------------------------------------- | ------------------------------------------------------------- | ---------------------- | ---------------------- | ---------------------- | ---------------------- | ---------------------- | ---------------------- | ---------------------- | ---------------------- | ---------------------- | ---------------------- | --------------------------- | --- |
| Curb                                                                                    | - Vydáno: 16. května 1996 - Vydavatelství: FACTOR             | 76                     | —                      | —                      | 79                     | —                      | —                      | —                      | 72                     | 185                    | 182                    |                             | - BPI: Silver - MC: Gold |
| The State                                                                               | - Vydáno: 1. září 1998 - Vydavatelství: žádné (samovydavatel) | —                      | —                      | —                      | 57                     | —                      | —                      | —                      | —                      | 128                    | 130                    |                             | - BPI: Silver - MC: Platinum - RIAA: Platinum |
| Silver Side Up                                                                          | - Vydáno: 11. září 2001 - Vydavatelství: EMI, Roadrunner      | 1                      | 5                      | 1                      | 4                      | 1                      | 1                      | 2                      | 4                      | 1                      | 2                      | - WW: 10,000,000            | - ARIA: 2× Platinum - BPI: 3× Platinum - BVMI: Platinum - IFPI AUT: Platinum - IFPI SWI: Platinum - MC: 8× Platinum - RIAA: 6× Platinum - RMNZ: Gold |
| The Long Road                                                                           | - Vydáno: 23. září 2003 - Vydavatelství: EMI, Roadrunner      | 1                      | 4                      | 4                      | 4                      | 9                      | 3                      | 27                     | 4                      | 5                      | 6                      | - WW: 5,000,000             | - ARIA: 3× Platinum - BPI: Platinum - BVMI: Gold - IFPI AUT: Gold - IFPI SWI: Gold - MC: 5× Platinum - RIAA: 3× Platinum - RMNZ: Gold                |
| All the Right Reasons                                                                   | - Vydáno: 4. října 2005 - Vydavatelství: EMI, Roadrunner      | 1                      | 2                      | 7                      | 4                      | 4                      | 1                      | 22                     | 4                      | 2                      | 1                      | - WW: 18,000,000            | - ARIA: 4× Platinum - BPI: 3× Platinum - BVMI: 3× Gold - IFPI AUT: Gold - IFPI SWI: Gold - MC: 7× Platinum - RIAA: Diamond - RMNZ: 3× Platinum       |
| Dark Horse                                                                              | - Vydáno: 18. listopadu 2008 - Vydavatelství: EMI, Roadrunner | 1                      | 3                      | 5                      | 4                      | 19                     | 3                      | 9                      | 5                      | 4                      | 2                      | - WW: 5,000,000             | - ARIA: 3× Platinum - BPI: Platinum - BVMI: Platinum - IFPI AUT: Gold - IFPI SWE: Gold - MC: 6× Platinum - RIAA: 3× Platinum - RMNZ: Platinum        |
| Here and Now                                                                            | - Vydáno: 21. listopadu 2011 - Vydavatelství: Roadrunner      | 1                      | 1                      | 3                      | 2                      | 26                     | 7                      | 6                      | 2                      | 10                     | 2                      | - WW: 2,000,000             | - ARIA: 2× Platinum - BPI: Gold - BVMI: Gold - IFPI SWE: Gold - IFPI SWI: Platinum - MC: 2× Platinum - RIAA: Platinum - RMNZ: Gold                   |
| No Fixed Address                                                                        | - Vydáno: 14. listopadu 2014 - Vydavatelství: Republic        | 2                      | 3                      | 4                      | 7                      | 30                     | 12                     | 13                     | 3                      | 12                     | 4                      | - CAN: 58,000 - US: 320,000 | - ARIA: Platinum - BPI: Gold - BVMI: Gold - IFPI AUT: Platinum - MC: Platinum                                                                        |
| Feed the Machine                                                                        | - Vydáno: 16. června 2017 - Vydavatelství: BMG                | 2                      | 3                      | 4                      | 6                      | 57                     | 4                      | 6                      | 2                      | 3                      | 5                      |                             | - BPI: Silver |
| Get Rollin'                                                                             | - Vydáno: 18. listopadu 2022 - Vydavatelství: BMG             | 4                      | 3                      | 8                      | 7                      | —                      | 31                     | —                      | 1                      | 8                      | 30                     |                             | |
| "—" značí, že se nahrávka neumístila v hitparádách nebo v tomto území ani nebyla vydána |                                                               |                        |                        |                        |                        |                        |                        |                        |                        |                        |                        |                             | |

### Kompilace
| Název                                                                                   | Detaily o albu                                          | Umístění v hitparádách | Umístění v hitparádách | Umístění v hitparádách | Umístění v hitparádách | Umístění v hitparádách | Umístění v hitparádách | Umístění v hitparádách | Umístění v hitparádách | Umístění v hitparádách | Umístění v hitparádách | Certifikace                      |
| Název                                                                                   | Detaily o albu                                          | CAN                    | AUS                    | AUT                    | GER                    | IRL                    | NZ                     | SWE                    | SWI                    | UK                     | US                     | Certifikace                      |
| --------------------------------------------------------------------------------------- | ------------------------------------------------------- | ---------------------- | ---------------------- | ---------------------- | ---------------------- | ---------------------- | ---------------------- | ---------------------- | ---------------------- | ---------------------- | ---------------------- | -------------------------------- |
| Three-Sided Coin (vydáno pouze v Japonsku)                                              | - Vydáno: 11. června 2002 - Vydavatelství: Roadrunner   | —                      | —                      | —                      | —                      | —                      | —                      | —                      | —                      | —                      | —                      |                                  |
| The Best of Nickelback Volume 1                                                         | - Vydáno: 4. listopadu 2013 - Vydavatelství: Roadrunner | 11                     | 6                      | 13                     | 31                     | 43                     | 7                      | 28                     | 10                     | 15                     | 21                     | - ARIA: Platinum - BPI: Platinum |
| "—" značí, že se nahrávka neumístila v hitparádách nebo v tomto území ani nebyla vydána |                                                         |                        |                        |                        |                        |                        |                        |                        |                        |                        |                        |                                  |

## Extended play
| Název  | Detaily o EP                                         |
| ------ | ---------------------------------------------------- |
| Hesher | - Vydáno: březen 1996 - Vydavatelství: samovydavatel |

## Singly

### 1990s–2000s
| Název                                                                                   | Rok  | Umístění v hitparádách | Umístění v hitparádách | Umístění v hitparádách | Umístění v hitparádách | Umístění v hitparádách | Umístění v hitparádách | Umístění v hitparádách | Umístění v hitparádách | Umístění v hitparádách | Umístění v hitparádách | Certifikace                                                                                               | Album                 |
| Název                                                                                   | Rok  | CAN                    | AUS                    | AUT                    | GER                    | IRL                    | SWE                    | SWI                    | UK                     | US                     | US Main.               | Certifikace                                                                                               | Album                 |
| --------------------------------------------------------------------------------------- | ---- | ---------------------- | ---------------------- | ---------------------- | ---------------------- | ---------------------- | ---------------------- | ---------------------- | ---------------------- | ---------------------- | ---------------------- | --- | --------------------- |
| "Fly"                                                                                   | 1996 | —                      | —                      | —                      | —                      | —                      | —                      | —                      | —                      | —                      | —                      | | Hesher/Curb           |
| "Leader of Men"                                                                         | 1998 | —                      | —                      | —                      | —                      | —                      | —                      | —                      | —                      | —                      | 8                      | | The State             |
| "Old Enough"                                                                            | 1998 | —                      | —                      | —                      | —                      | —                      | —                      | —                      | —                      | —                      | 24                     | | The State             |
| "Breathe"                                                                               | 1998 | —                      | —                      | —                      | —                      | —                      | —                      | —                      | —                      | —                      | 10                     | | The State             |
| "Worthy to Say"                                                                         | —    | —                      | —                      | —                      | —                      | —                      | —                      | —                      | —                      | —                      |                        | | The State             |
| "How You Remind Me"                                                                     | 2001 | 1                      | 2                      | 1                      | 3                      | 1                      | 4                      | 3                      | 4                      | 1                      | 1                      | - ARIA: 2× Platinum - BPI: 3× Platinum - BVMI: Gold - IFPI AUT: Gold - IFPI SWI: Gold - RIAA: 4× Platinum | Silver Side Up        |
| "Too Bad"                                                                               | 2002 | 32                     | 56                     | 26                     | 41                     | 6                      | —                      | 48                     | 9                      | 42                     | 1                      | - RIAA: Gold                                                                                              | Silver Side Up        |
| "Never Again"                                                                           | 2002 | 34                     | —                      | —                      | —                      | 38                     | —                      | —                      | 30                     | —                      | 1                      | - RIAA: Gold                                                                                              | Silver Side Up        |
| "Someday"                                                                               | 2003 | 1                      | 4                      | 11                     | 26                     | 18                     | 35                     | 14                     | 6                      | 7                      | 2                      | - ARIA: Platinum - BPI: Gold - RIAA: Gold                                                                 | The Long Road         |
| "Figured You Out"                                                                       | 2003 | —                      | 10                     | —                      | —                      | —                      | —                      | —                      | —                      | 65                     | 1                      | - ARIA: Gold - RIAA: Gold                                                                                 | The Long Road         |
| "Feelin' Way Too Damn Good"                                                             | 2004 | 25                     | 40                     | —                      | 95                     | —                      | —                      | —                      | 39                     | 48                     | 3                      | | The Long Road         |
| "See You at the Show"                                                                   | 2004 | —                      | —                      | —                      | 82                     | —                      | —                      | —                      | —                      | —                      | —                      | | The Long Road         |
| "Because of You"                                                                        | 2004 | —                      | —                      | —                      | —                      | —                      | —                      | —                      | —                      | —                      | 7                      | | The Long Road         |
| "Photograph"                                                                            | 2005 | 3                      | 3                      | 10                     | 18                     | 24                     | 40                     | 27                     | 18                     | 2                      | 1                      | - ARIA: Gold - BPI: Platinum - MC: Platinum - RIAA: 2× Platinum                                           | All the Right Reasons |
| "Animals"                                                                               | 2005 | —                      | 27                     | —                      | —                      | —                      | —                      | —                      | —                      | 97                     | 1                      | | All the Right Reasons |
| "Far Away"                                                                              | 2006 | 65                     | 2                      | 22                     | 25                     | 17                     | 51                     | 41                     | 40                     | 8                      | —                      | - ARIA: Gold - BPI: Gold                                                                                  | All the Right Reasons |
| "Savin' Me"                                                                             | 2006 | 2                      | 18                     | 43                     | 72                     | 47                     | —                      | 82                     | 77                     | 19                     | 11                     | - BPI: Silver                                                                                             | All the Right Reasons |
| "Rockstar"                                                                              | 2006 | 39                     | 60                     | 5                      | 23                     | 2                      | 10                     | 14                     | 2                      | 6                      | 4                      | - BPI: 3× Platinum - BVMI: Platinum                                                                       | All the Right Reasons |
| "If Everyone Cared"                                                                     | 2006 | 7                      | 32                     | 12                     | 21                     | —                      | —                      | 19                     | —                      | 17                     | 37                     | | All the Right Reasons |
| "Side of a Bullet"                                                                      | 2007 | —                      | —                      | —                      | —                      | —                      | —                      | —                      | —                      | —                      | 7                      | | All the Right Reasons |
| "Gotta Be Somebody"                                                                     | 2008 | 4                      | 14                     | 10                     | 6                      | —                      | 6                      | 19                     | 20                     | 10                     | 9                      | - ARIA: Platinum - BPI: Silver                                                                            | Dark Horse            |
| "Something in Your Mouth"                                                               | 2008 | 48                     | —                      | —                      | —                      | —                      | —                      | —                      | —                      | 96                     | 1                      | | Dark Horse            |
| "If Today Was Your Last Day"                                                            | 2008 | 7                      | 26                     | 31                     | 31                     | —                      | 32                     | 30                     | 64                     | 19                     | 32                     | - ARIA: Gold - BPI: Silver                                                                                | Dark Horse            |
| "Burn It to the Ground"                                                                 | 2009 | 38                     | —                      | —                      | 65                     | —                      | —                      | —                      | —                      | —                      | 3                      | - BPI: Gold                                                                                               | Dark Horse            |
| "I'd Come for You"                                                                      | 2009 | 29                     | 22                     | 37                     | 39                     | —                      | —                      | 38                     | 67                     | 44                     | —                      | | Dark Horse            |
| "Never Gonna Be Alone"                                                                  | 2009 | 25                     | 64                     | 73                     | —                      | —                      | —                      | —                      | —                      | 58                     | —                      | | Dark Horse            |
| "Shakin' Hands"                                                                         | 2009 | 49                     | —                      | —                      | —                      | —                      | —                      | —                      | —                      | —                      | 11                     | | Dark Horse            |
| "—" značí, že se nahrávka neumístila v hitparádách nebo v tomto území ani nebyla vydána |      |                        |                        |                        |                        |                        |                        |                        |                        |                        |                        | |                       |

### 2010s
| Název                                                                                   | Rok  | Umístění v hitparádách | Umístění v hitparádách | Umístění v hitparádách | Umístění v hitparádách | Umístění v hitparádách | Umístění v hitparádách | Umístění v hitparádách | Umístění v hitparádách | Umístění v hitparádách | Umístění v hitparádách | Certifikace                                                                 | Album            |
| Název                                                                                   | Rok  | CAN                    | AUS                    | AUT                    | GER                    | SWE                    | SWI                    | UK                     | US                     | US Main.               | US Hard Digi.          | Certifikace                                                                 | Album            |
| --------------------------------------------------------------------------------------- | ---- | ---------------------- | ---------------------- | ---------------------- | ---------------------- | ---------------------- | ---------------------- | ---------------------- | ---------------------- | ---------------------- | ---------------------- | --------------------------------------------------------------------------- | ---------------- |
| "This Afternoon"                                                                        | 2010 | 16                     | 27                     | 27                     | 29                     | —                      | 69                     | 79                     | 34                     | —                      | —                      | - ARIA: Gold                                                                | Dark Horse       |
| "When We Stand Together"                                                                | 2011 | 10                     | 20                     | 8                      | 6                      | 11                     | 6                      | 41                     | 44                     | —                      | —                      | - MC: Platinum - ARIA: Platinum - BPI: Silver - BVMI: Gold - IFPI SWI: Gold | Here and Now     |
| "Bottoms Up"                                                                            | 2011 | 31                     | 83                     | —                      | —                      | —                      | —                      | 179                    | —                      | 2                      | 1                      |                                                                             | Here and Now     |
| "This Means War"                                                                        | 2012 | —                      | —                      | —                      | —                      | —                      | —                      | —                      | —                      | 6                      | 4                      |                                                                             | Here and Now     |
| "Lullaby"                                                                               | 2012 | 52                     | 58                     | 27                     | 36                     | —                      | 45                     | 194                    | 89                     | —                      | —                      | - MC: Gold - ARIA: Gold - BPI: Silver - IFPI SWI: Gold                      | Here and Now     |
| "Trying Not to Love You"                                                                | 2012 | 93                     | 66                     | 67                     | —                      | —                      | —                      | —                      | —                      | —                      | —                      |                                                                             | Here and Now     |
| "Edge of a Revolution"                                                                  | 2014 | 34                     | 54                     | —                      | —                      | —                      | —                      | 91                     | —                      | 1                      | 1                      |                                                                             | No Fixed Address |
| "What Are You Waiting For?"                                                             | 2014 | 29                     | 40                     | 6                      | 11                     | —                      | 7                      | 111                    | —                      | —                      | 1                      | - BVMI: Gold                                                                | No Fixed Address |
| "Million Miles an Hour"                                                                 | 2014 | —                      | —                      | —                      | —                      | —                      | —                      | —                      | —                      | 11                     | —                      |                                                                             | No Fixed Address |
| "She Keeps Me Up"                                                                       | 2015 | 78                     | —                      | —                      | —                      | —                      | —                      | —                      | —                      | —                      | —                      |                                                                             | No Fixed Address |
| "Satellite"                                                                             | 2015 | —                      | —                      | —                      | —                      | —                      | —                      | —                      | —                      | —                      | —                      |                                                                             | No Fixed Address |
| "Get 'Em Up"                                                                            | 2015 | —                      | —                      | —                      | —                      | —                      | —                      | —                      | —                      | 40                     | 12                     |                                                                             | No Fixed Address |
| "Dirty Laundry"                                                                         | 2016 | —                      | —                      | —                      | —                      | —                      | —                      | —                      | —                      | —                      | —                      |                                                                             | Singly bez alb   |
| "Feed the Machine"                                                                      | 2017 | —                      | —                      | —                      | —                      | —                      | —                      | —                      | —                      | 12                     | 2                      |                                                                             | Feed the Machine |
| "Must Be Nice"                                                                          | 2017 | —                      | —                      | —                      | —                      | —                      | —                      | —                      | —                      | 30                     | 3                      |                                                                             | Feed the Machine |
| "—" značí, že se nahrávka neumístila v hitparádách nebo v tomto území ani nebyla vydána |      |                        |                        |                        |                        |                        |                        |                        |                        |                        |                        |                                                                             |                  |

### 2020s
| "The Devil Went Down to Georgia" (feat. Dave Martone)                                   | 2020 | —  | —  | —  | 1  | — | 2  | Singl bez alb |
| "San Quentin"                                                                           | 2022 | 64 | 77 | 2  | 2  | 7 | 12 | Get Rollin'   |
| "Those Days"                                                                            | 2022 | —  | —  | 23 | —  | 7 | 14 | Get Rollin'   |
| "Skinny Little Missy"                                                                   | 2023 | —  | —  | 20 | 16 | — | —  | Get Rollin'   |
| "Horizon"                                                                               | 2024 | —  | —  | —  | —  | — | —  | Get Rollin'   |
| "—" značí, že se nahrávka neumístila v hitparádách nebo v tomto území ani nebyla vydána |      |    |    |    |    |   |    |               |

## Promo singly
| Název                                                                                   | Rok  | Umístění v hitparádách | Umístění v hitparádách | Umístění v hitparádách | Umístění v hitparádách | Umístění v hitparádách | Umístění v hitparádách | Album                 |
| Název                                                                                   | Rok  | CAN Digi.              | US Rock                | US Alt. Digi.          | US Rock Digi.          | US Hard Digi.          | US Heri. Rock          | Album                 |
| --------------------------------------------------------------------------------------- | ---- | ---------------------- | ---------------------- | ---------------------- | ---------------------- | ---------------------- | ---------------------- | --------------------- |
| "Worthy to Say"                                                                         | 2000 | —                      | —                      | —                      | —                      | —                      | —                      | The State             |
| "Saturday Night's Alright (For Fighting)" (feat. Kid Rock)                              | 2003 | —                      | —                      | —                      | —                      | —                      | 31                     | Charlie's Angels      |
| "Next Contestant"                                                                       | 2005 | —                      | —                      | —                      | —                      | —                      | —                      | All the Right Reasons |
| "Just To Get High"                                                                      | 2008 | —                      | —                      | —                      | —                      | —                      | —                      | Dark Horse            |
| "Song on Fire"                                                                          | 2017 | —                      | 39                     | 21                     | 22                     | 2                      | —                      | Feed the Machine      |
| "After the Rain"                                                                        | 2017 | —                      | 43                     | 19                     | 20                     | —                      | —                      | Feed the Machine      |
| "High Time"                                                                             | 2022 | 26                     | —                      | —                      | —                      | —                      | —                      | Get Rollin'           |
| "—" značí, že se nahrávka neumístila v hitparádách nebo v tomto území ani nebyla vydána |      |                        |                        |                        |                        |                        |                        |                       |

## Další umístěné písně
| Název                                                                                   | Rok  | Umístění v hitparádách | Umístění v hitparádách | Umístění v hitparádách | Umístění v hitparádách | Umístění v hitparádách | Umístění v hitparádách | Umístění v hitparádách | Album                 |
| Název                                                                                   | Rok  | CAN Digi.              | UK Rock                | US Alt. Digi.          | US Bubb.               | US Hard Digi.          | US New Digi.           | US Rock Digi.          | Album                 |
| --------------------------------------------------------------------------------------- | ---- | ---------------------- | ---------------------- | ---------------------- | ---------------------- | ---------------------- | ---------------------- | ---------------------- | --------------------- |
| "Someone That You're With"                                                              | 2007 | —                      | —                      | —                      | 7                      | —                      | —                      | —                      | All the Right Reasons |
| "Flat on the Floor"                                                                     | 2010 | —                      | —                      | —                      | —                      | —                      | 21                     | —                      | The Long Road         |
| "Don't Ever Let It End"                                                                 | 2011 | 72                     | 24                     | —                      | —                      | —                      | —                      | 42                     | Here and Now          |
| "Everything I Wanna Do"                                                                 | 2011 | —                      | —                      | —                      | —                      | 18                     | —                      | —                      | Here and Now          |
| "Gotta Get Me Some"                                                                     | 2011 | —                      | —                      | —                      | —                      | 3                      | —                      | 31                     | Here and Now          |
| "Holding On to Heaven"                                                                  | 2011 | —                      | 40                     | —                      | —                      | —                      | —                      | 47                     | Here and Now          |
| "Miss You"                                                                              | 2015 | —                      | 39                     | 11                     | —                      | —                      | —                      | 12                     | No Fixed Address      |
| "Make Me Believe Again"                                                                 | 2015 | —                      | —                      | 12                     | —                      | 37                     | —                      | —                      | No Fixed Address      |
| "Home"                                                                                  | 2017 | —                      | —                      | —                      | —                      | 14                     | —                      | —                      | Feed the Machine      |
| "Every Time We're Together"                                                             | 2017 | —                      | —                      | —                      | —                      | 15                     | —                      | —                      | Feed the Machine      |
| "Does Heaven Even Know You're Missing?"                                                 | 2022 | 38                     | —                      | 22                     | —                      | —                      | —                      | —                      | Get Rollin'           |
| "Standing In the Dark"                                                                  | 2022 | —                      | —                      | —                      | —                      | 20                     | —                      | —                      | Get Rollin'           |
| "—" značí, že se nahrávka neumístila v hitparádách nebo v tomto území ani nebyla vydána |      |                        |                        |                        |                        |                        |                        |                        |                       |

## Videa

### Video alba
| Název                                                                                   | Rok                                                          | Umístění v hitparádách | Umístění v hitparádách | Umístění v hitparádách | Certifikace                                              |
| Název                                                                                   | Rok                                                          | AUS                    | UK                     | US                     | Certifikace                                              |
| --------------------------------------------------------------------------------------- | ------------------------------------------------------------ | ---------------------- | ---------------------- | ---------------------- | -------------------------------------------------------- |
| Live at Home                                                                            | - Vydáno: 29. října 2002 - Vydavatelství: Roadrunner         | 12                     | 6                      | 8                      | - MC: 2× Platinum - RIAA: Gold                           |
| The Videos                                                                              | - Vydáno: 23. září 2003 - Vydavatelství: Roadrunner          | —                      | —                      | 11                     | - MC: Platinum - RIAA: Platinum                          |
| Photo Album: The Videos                                                                 | - Vydáno: 4. října 2005 - Vydavatelství: Roadrunner          | —                      | —                      | —                      |                                                          |
| The Ultimate Video Collection                                                           | - Vydáno: 23. listopadu 2007 - Vydavatelství: Roadrunner     | 27                     | 1                      | 12                     | - ARIA: Gold - BPI: Gold - MC: Platinum - RIAA: Platinum |
| Live at Sturgis 2006                                                                    | - Vydáno: 1. prosince 2008 - Vydavatelství: Coming Home, SPV | 17                     | 23                     | 2                      | - ARIA: Gold - RIAA: Gold                                |
| "—" značí, že se nahrávka neumístila v hitparádách nebo v tomto území ani nebyla vydána |                                                              |                        |                        |                        |                                                          |

### Videoklipy
| Název                               | Rok  | Režisér                    | Reference |
| ----------------------------------- | ---- | -------------------------- | --------- |
| "Fly"                               | 1996 | Andrew Duncan              |           |
| "Leader of Men" (first version)     | 2000 | Ulf Buddensieck            | [ 88 ]    |
| "Leader of Men" (second version)    | 2000 | Stephen Lewis              | [ 89 ]    |
| "Old Enough"                        | 2000 | neznámé                    |           |
| "Worthy to Say"                     | 2000 | Ulf Buddensieck            | [ 90 ]    |
| "How You Remind Me"                 | 2001 | Brothers Strause           | [ 91 ]    |
| "Too Bad"                           | 2002 | Nigel Dick                 | [ 92 ]    |
| "Never Again"                       | 2002 | Nigel Dick                 | [ 93 ]    |
| "Someday"                           | 2003 | Nigel Dick                 | [ 94 ]    |
| "Figured You Out"                   | 2004 | Uwe Flade                  | [ 95 ]    |
| "Feelin' Way Too Damn Good"         | 2004 | Martin Weisz               | [ 96 ]    |
| "See You at the Show"               | 2004 | Nicholas Wrathall          |           |
| "Photograph"                        | 2005 | Nigel Dick                 | [ 93 ]    |
| "Savin' Me"                         | 2006 | Nigel Dick                 | [ 92 ]    |
| "Far Away"                          | 2006 | Nigel Dick                 |           |
| "If Everyone Cared"                 | 2007 | Dori Oskowitz              |           |
| "Rockstar"                          | 2007 | Dori Oskowitz              |           |
| "Gotta Be Somebody"                 | 2008 | Nigel Dick                 |           |
| "I'd Come for You"                  | 2009 | Nigel Dick                 |           |
| "If Today Was Your Last Day"        | 2009 | Nigel Dick                 |           |
| "Burn It to the Ground"             | 2009 | Nigel Dick                 |           |
| "Never Gonna Be Alone"              | 2009 | Nigel Dick                 |           |
| "This Afternoon"                    | 2010 | Nigel Dick                 |           |
| "When We Stand Together"            | 2011 | Justin Francis             | [ 97 ]    |
| "Lullaby"                           | 2012 | Nigel Dick                 | [ 93 ]    |
| "This Means War"                    | 2012 | Peter Smith                | [ 98 ]    |
| "Trying Not to Love You"            | 2012 | Bill Fishman               | [ 99 ]    |
| "Edge of a Revolution"              | 2014 | Wayne Isham                | [ 100 ]   |
| "She Keeps Me Up"                   | 2015 | Nigel Dick                 | [ 101 ]   |
| "Get 'Em Up"                        | 2015 | Nigel Dick                 | [ 102 ]   |
| "Satellite"                         | 2015 | Nigel Dick                 | [ 103 ]   |
| "Feed the Machine"                  | 2017 | Kyle Cogan                 | [ 104 ]   |
| "Song on Fire"                      | 2017 | Nigel Dick                 | [ 92 ]    |
| "The Betrayal (Act III)"            | 2017 | neznámé                    |           |
| "The Devil Went Down to Georgia"    | 2020 | Aaron Eisenberg            | [ 105 ]   |
| "San Quentin"                       | 2022 | Bill Fishman a Doug Dearth | [ 106 ]   |
| "Those Days"                        | 2022 | neznámé                    |           |
| "Unredeemable" (Redeemable Version) | 2022 | neznámé                    |           |
| "High Time"                         | 2023 | Timothy Hiehle             |           |
| "Horizon"                           | 2024 | Andy Brown                 |           |
| "Tidal Wave"                        | 2025 | Timothy Hiehle             |           |

## Spoluumělec
| Název  | Rok  | Album                          | Reference |
| ------ | ---- | ------------------------------ | --------- |
| "Legs" | 2011 | ZZ Top: A Tribute from Friends | [ 107 ]   |